# Liste der Gemeinden im Département Eure-et-Loir

Lage des Départements Eure-et-Loir

Das Département Eure-et-Loir liegt in der Region Centre-Val de Loire in Frankreich. Es untergliedert sich in vier Arrondissements mit 363 Gemeinden (frz. communes) (Stand 1. Januar 2025).
| Code INSEE | PLZ         | Gemeinde                       | Einwohner (Stand 1. Januar 2022) | Fläche in km² | Einwohner je km² | Kanton seit 30. März 2015 Kanton bis 29. März 2015                                                  | Arrondissement   | Gemeindeverband                    |
| ---------- | ----------- | ------------------------------ | -------------------------------- | ------------- | ---------------- | --------------------------------------------------------------------------------------------------- | ---------------- | ---------------------------------- |
| 28001      | 28410       | Abondant                       | 2446                             | 34,8          | 70               | Anet                                                                                                | Dreux            | Agglo du Pays de Dreux             |
| 28003      | 28500       | Allainville                    | 153                              | 5,28          | 29               | Dreux-1 Dreux-Ouest                                                                                 | Dreux            | Agglo du Pays de Dreux             |
| 28004      | 28150       | Allonnes                       | 319                              | 10,25         | 31               | Les Villages Vovéens                                                                                | Chartres         | Chartres Métropole                 |
| 28005      | 28800       | Alluyes                        | 758                              | 19,58         | 39               | Châteaudun Bonneval                                                                                 | Châteaudun       | Bonnevalais                        |
| 28006      | 28300       | Amilly                         | 1823                             | 20,01         | 91               | Lucé                                                                                                | Chartres         | Chartres Métropole                 |
| 28007      | 28260       | Anet                           | 2708                             | 7,85          | 345              | Anet                                                                                                | Dreux            | Agglo du Pays de Dreux             |
| 28236      | 28400       | Arcisses                       | 2209                             | 45,43         | 49               | Nogent-le-Rotrou                                                                                    | Nogent-le-Rotrou | Perche                             |
| 28008      | 28170       | Ardelles                       | 210                              | 10,4          | 20               | Saint-Lubin-des-Joncherets Châteauneuf-en-Thymerais                                                 | Dreux            | Agglo du Pays de Dreux             |
| 28009      | 28700       | Ardelu                         | 72                               | 4,07          | 18               | Auneau                                                                                              | Chartres         | Cœur de Beauce                     |
| 28010      | 28480       | Argenvilliers                  | 318                              | 18,35         | 17               | Nogent-le-Rotrou                                                                                    | Nogent-le-Rotrou | Perche                             |
| 28013      | 28700       | Aunay-sous-Auneau              | 1511                             | 19,41         | 78               | Auneau                                                                                              | Chartres         | Portes Euréliennes d’Île-de-France |
| 28014      | 28500       | Aunay-sous-Crécy               | 659                              | 8,45          | 78               | Dreux-1 Dreux-Sud                                                                                   | Dreux            | Agglo du Pays de Dreux             |
| 28015      | 28700       | Auneau-Bleury-Saint-Symphorien | 6354                             | 34,29         | 185              | Auneau                                                                                              | Chartres         | Portes Euréliennes d’Île-de-France |
| 28018      | 28330       | Authon-du-Perche               | 1482                             | 34,82         | 43               | Brou                                                                                                | Nogent-le-Rotrou | Perche                             |
| 28019      | 28140       | Baigneaux                      | 216                              | 11,78         | 18               | Les Villages Vovéens Orgères-en-Beauce                                                              | Châteaudun       | Cœur de Beauce                     |
| 28023      | 28320       | Bailleau-Armenonville          | 1322                             | 17,46         | 76               | Auneau Maintenon                                                                                    | Chartres         | Portes Euréliennes d’Île-de-France |
| 28022      | 28300       | Bailleau-l’Évêque              | 1190                             | 19,68         | 60               | Chartres-3 Mainvilliers                                                                             | Chartres         | Chartres Métropole                 |
| 28021      | 28120       | Bailleau-le-Pin                | 1645                             | 16,54         | 99               | Illiers-Combray                                                                                     | Chartres         | Entre Beauce et Perche             |
| 28024      | 28630       | Barjouville                    | 1755                             | 4,1           | 428              | Lucé Chartres-Sud-Ouest                                                                             | Chartres         | Chartres Métropole                 |
| 28026      | 28310       | Baudreville                    | 239                              | 13,03         | 18               | Les Villages Vovéens Janville                                                                       | Chartres         | Cœur de Beauce                     |
| 28028      | 28140       | Bazoches-en-Dunois             | 262                              | 18,68         | 14               | Les Villages Vovéens Orgères-en-Beauce                                                              | Châteaudun       | Cœur de Beauce                     |
| 28029      | 28140       | Bazoches-les-Hautes            | 328                              | 16,98         | 19               | Les Villages Vovéens Orgères-en-Beauce                                                              | Châteaudun       | Cœur de Beauce                     |
| 28030      | 28270       | Beauche                        | 284                              | 16,6          | 17               | Saint-Lubin-des-Joncherets Brezolles                                                                | Dreux            | Agglo du Pays de Dreux             |
| 28031      | 28480       | Beaumont-les-Autels            | 430                              | 20,98         | 20               | Brou Authon-du-Perche                                                                               | Nogent-le-Rotrou | Perche                             |
| 28032      | 28150       | Beauvilliers                   | 342                              | 23,05         | 15               | Les Villages Vovéens                                                                                | Chartres         | Cœur de Beauce                     |
| 28033      | 28240       | Belhomert-Guéhouville          | 811                              | 10,95         | 74               | Nogent-le-Rotrou La Loupe                                                                           | Nogent-le-Rotrou | Terres de Perche                   |
| 28035      | 28630       | Berchères-les-Pierres          | 1000                             | 19,83         | 50               | Chartres-2 Chartres-Sud-Est                                                                         | Chartres         | Chartres Métropole                 |
| 28034      | 28300       | Berchères-Saint-Germain        | 898                              | 27,67         | 32               | Chartres-1 Chartres-Nord-Est                                                                        | Chartres         | Chartres Métropole                 |
| 28036      | 28260       | Berchères-sur-Vesgre           | 855                              | 11,99         | 71               | Anet                                                                                                | Dreux            | Agglo du Pays de Dreux             |
| 28037      | 28270       | Bérou-la-Mulotière             | 345                              | 13,2          | 26               | Saint-Lubin-des-Joncherets Brezolles                                                                | Dreux            | Agglo du Pays de Dreux             |
| 28038      | 28330       | Béthonvilliers                 | 132                              | 12,33         | 11               | Brou Authon-du-Perche                                                                               | Nogent-le-Rotrou | Perche                             |
| 28039      | 28700       | Béville-le-Comte               | 1693                             | 20,12         | 84               | Auneau                                                                                              | Chartres         | Portes Euréliennes d’Île-de-France |
| 28040      | 28190       | Billancelles                   | 314                              | 11,95         | 26               | Illiers-Combray Courville-sur-Eure                                                                  | Chartres         | Entre Beauce et Perche             |
| 28041      | 28120       | Blandainville                  | 282                              | 13,68         | 21               | Illiers-Combray                                                                                     | Chartres         | Entre Beauce et Perche             |
| 28045      | 28500       | Boissy-en-Drouais              | 229                              | 6,03          | 38               | Dreux-1 Dreux-Ouest                                                                                 | Dreux            | Agglo du Pays de Dreux             |
| 28046      | 28340       | Boissy-lès-Perche              | 495                              | 33,66         | 15               | Saint-Lubin-des-Joncherets La Ferté-Vidame                                                          | Dreux            | Forêts du Perche                   |
| 28047      | 28150       | Boisville-la-Saint-Père        | 721                              | 24,92         | 29               | Les Villages Vovéens                                                                                | Chartres         | Chartres Métropole                 |
| 28049      | 28150       | Boncé                          | 223                              | 8,76          | 25               | Les Villages Vovéens                                                                                | Chartres         | Chartres Métropole                 |
| 28050      | 28260       | Boncourt                       | 283                              | 3,71          | 76               | Anet                                                                                                | Dreux            | Agglo du Pays de Dreux             |
| 28051      | 28800       | Bonneval                       | 4890                             | 28,78         | 170              | Châteaudun Bonneval                                                                                 | Châteaudun       | Bonnevalais                        |
| 28052      | 28130       | Bouglainval                    | 737                              | 14,2          | 52               | Épernon Maintenon                                                                                   | Chartres         | Chartres Métropole                 |
| 28056      | 28410       | Boutigny-Prouais               | 1708                             | 32,5          | 53               | Anet Nogent-le-Roi                                                                                  | Dreux            | Pays Houdanais                     |
| 28057      | 28800       | Bouville                       | 553                              | 15,65         | 35               | Les Villages Vovéens Bonneval                                                                       | Châteaudun       | Bonnevalais                        |
| 28058      | 28210       | Bréchamps                      | 365                              | 5,43          | 67               | Dreux-2 Nogent-le-Roi                                                                               | Dreux            | Portes Euréliennes d’Île-de-France |
| 28059      | 28270       | Brezolles                      | 1796                             | 14,23         | 126              | Saint-Lubin-des-Joncherets Brezolles                                                                | Dreux            | Agglo du Pays de Dreux             |
| 28060      | 28300       | Briconville                    | 268                              | 6,26          | 43               | Chartres-1 Chartres-Nord-Est                                                                        | Chartres         | Chartres Métropole                 |
| 28061      | 28160       | Brou                           | 3245                             | 19,83         | 164              | Brou                                                                                                | Châteaudun       | Grand Châteaudun                   |
| 28062      | 28410       | Broué                          | 859                              | 12,03         | 71               | Anet                                                                                                | Dreux            | Agglo du Pays de Dreux             |
| 28064      | 28410       | Bû                             | 2093                             | 22,6          | 93               | Anet                                                                                                | Dreux            | Agglo du Pays de Dreux             |
| 28065      | 28800       | Bullainville                   | 111                              | 6,66          | 17               | Les Villages Vovéens Bonneval                                                                       | Châteaudun       | Bonnevalais                        |
| 28067      | 28120       | Cernay                         | 83                               | 7,89          | 11               | Illiers-Combray                                                                                     | Chartres         | Entre Beauce et Perche             |
| 28068      | 28300       | Challet                        | 432                              | 10,17         | 42               | Chartres-1 Chartres-Nord-Est                                                                        | Chartres         | Chartres Métropole                 |
| 28070      | 28300       | Champhol                       | 3674                             | 5,37          | 684              | Chartres-1 Chartres-Nord-Est                                                                        | Chartres         | Chartres Métropole                 |
| 28071      | 28240       | Champrond-en-Gâtine            | 733                              | 33,68         | 22               | Nogent-le-Rotrou La Loupe                                                                           | Nogent-le-Rotrou | Terres de Perche                   |
| 28072      | 28400       | Champrond-en-Perchet           | 389                              | 9,02          | 43               | Nogent-le-Rotrou                                                                                    | Nogent-le-Rotrou | Perche                             |
| 28073      | 28700       | Champseru                      | 347                              | 14,99         | 23               | Auneau                                                                                              | Chartres         | Chartres Métropole                 |
| 28078      | 28330       | Chapelle-Guillaume             | 182                              | 19,86         | 9                | Brou Authon-du-Perche                                                                               | Nogent-le-Rotrou | Grand Châteaudun                   |
| 28079      | 28290       | Chapelle-Royale                | 321                              | 9,89          | 32               | Brou Authon-du-Perche                                                                               | Nogent-le-Rotrou | Perche                             |
| 28080      | 28330       | Charbonnières                  | 259                              | 20,91         | 12               | Brou Authon-du-Perche                                                                               | Nogent-le-Rotrou | Perche                             |
| 28081      | 28120       | Charonville                    | 298                              | 9,66          | 31               | Illiers-Combray                                                                                     | Chartres         | Entre Beauce et Perche             |
| 28082      | 28500       | Charpont                       | 638                              | 7,12          | 90               | Dreux-2 Dreux-Est                                                                                   | Dreux            | Agglo du Pays de Dreux             |
| 28084      | 28130       | Chartainvilliers               | 665                              | 9,07          | 73               | Épernon Maintenon                                                                                   | Chartres         | Chartres Métropole                 |
| 28085      | 28000       | Chartres                       | 37.990                           | 16,85         | 2255             | Chartres-1 Chartres-2 Chartres-3 Chartres-Sud-Ouest Chartres-Nord-Est Chartres-Sud-Est Mainvilliers | Chartres         | Chartres Métropole                 |
| 28086      | 28480       | Chassant                       | 304                              | 4,46          | 68               | Nogent-le-Rotrou Thiron-Gardais                                                                     | Nogent-le-Rotrou | Terres de Perche                   |
| 28087      | 28270       | Châtaincourt                   | 227                              | 14,82         | 15               | Saint-Lubin-des-Joncherets Brezolles                                                                | Dreux            | Agglo du Pays de Dreux             |
| 28088      | 28200       | Châteaudun                     | 12.898                           | 28,48         | 453              | Châteaudun                                                                                          | Châteaudun       | Grand Châteaudun                   |
| 28089      | 28170       | Châteauneuf-en-Thymerais       | 2632                             | 4,07          | 647              | Saint-Lubin-des-Joncherets Châteauneuf-en-Thymerais                                                 | Dreux            | Agglo du Pays de Dreux             |
| 28092      | 28700       | Châtenay                       | 236                              | 10,27         | 23               | Auneau                                                                                              | Chartres         | Portes Euréliennes d’Île-de-France |
| 28094      | 28210       | Chaudon                        | 1689                             | 11,34         | 149              | Dreux-2 Nogent-le-Roi                                                                               | Dreux            | Portes Euréliennes d’Île-de-France |
| 28095      | 28120       | Chauffours                     | 290                              | 7,5           | 39               | Illiers-Combray                                                                                     | Chartres         | Chartres Métropole                 |
| 28098      | 28500       | Cherisy                        | 1857                             | 12,38         | 150              | Anet Dreux-Est                                                                                      | Dreux            | Agglo du Pays de Dreux             |
| 28099      | 28190       | Chuisnes                       | 1123                             | 22,98         | 49               | Illiers-Combray Courville-sur-Eure                                                                  | Chartres         | Entre Beauce et Perche             |
| 28100      | 28300       | Cintray                        | 470                              | 4             | 118              | Lucé                                                                                                | Chartres         | Chartres Métropole                 |
| 28102      | 28300       | Clévilliers                    | 753                              | 15,78         | 48               | Chartres-1 Chartres-Nord-Est                                                                        | Chartres         | Chartres Métropole                 |
| 28103      | 28220       | Cloyes-les-Trois-Rivières      | 5601                             | 119,19        | 47               | Brou Cloyes-sur-le-Loir                                                                             | Châteaudun       | Grand Châteaudun                   |
| 28104      | 28300       | Coltainville                   | 904                              | 18,02         | 50               | Chartres-1 Chartres-Nord-Est                                                                        | Chartres         | Chartres Métropole                 |
| 28105      | 28480       | Combres                        | 553                              | 14,9          | 37               | Nogent-le-Rotrou Thiron-Gardais                                                                     | Nogent-le-Rotrou | Terres de Perche                   |
| 28012      | 28290       | Commune nouvelle d’Arrou       | 3608                             | 145,3         | 25               | Brou Cloyes-sur-le-Loir                                                                             | Châteaudun       | Grand Châteaudun                   |
| 28106      | 28200       | Conie-Molitard                 | 389                              | 15,17         | 26               | Châteaudun                                                                                          | Châteaudun       | Grand Châteaudun                   |
| 28107      | 28630       | Corancez                       | 361                              | 6,8           | 53               | Chartres-2 Chartres-Sud-Ouest                                                                       | Chartres         | Chartres Métropole                 |
| 28108      | 28140       | Cormainville                   | 222                              | 17,83         | 12               | Les Villages Vovéens Orgères-en-Beauce                                                              | Châteaudun       | Cœur de Beauce                     |
| 28111      | 28330       | Coudray-au-Perche              | 364                              | 14,64         | 25               | Brou Authon-du-Perche                                                                               | Nogent-le-Rotrou | Perche                             |
| 28113      | 28210       | Coulombs                       | 1371                             | 12,48         | 110              | Épernon Nogent-le-Roi                                                                               | Dreux            | Portes Euréliennes d’Île-de-France |
| 28114      | 28140       | Courbehaye                     | 137                              | 19,7          | 7                | Les Villages Vovéens Orgères-en-Beauce                                                              | Châteaudun       | Cœur de Beauce                     |
| 28116      | 28190       | Courville-sur-Eure             | 2802                             | 11,13         | 252              | Illiers-Combray Courville-sur-Eure                                                                  | Chartres         | Entre Beauce et Perche             |
| 28117      | 28500       | Crécy-Couvé                    | 263                              | 6,65          | 40               | Dreux-1 Dreux-Ouest                                                                                 | Dreux            | Agglo du Pays de Dreux             |
| 28118      | 28210       | Croisilles                     | 423                              | 5,72          | 74               | Dreux-2 Nogent-le-Roi                                                                               | Dreux            | Portes Euréliennes d’Île-de-France |
| 28120      | 28270       | Crucey-Villages                | 467                              | 43,97         | 11               | Saint-Lubin-des-Joncherets Brezolles                                                                | Dreux            | Agglo du Pays de Dreux             |
| 28121      | 28140       | Dambron                        | 99                               | 11,99         | 8                | Les Villages Vovéens Orgères-en-Beauce                                                              | Châteaudun       | Cœur de Beauce                     |
| 28122      | 28360       | Dammarie                       | 1500                             | 32,37         | 46               | Chartres-2 Chartres-Sud-Ouest                                                                       | Chartres         | Chartres Métropole                 |
| 28123      | 28160       | Dampierre-sous-Brou            | 445                              | 14,56         | 31               | Brou                                                                                                | Châteaudun       | Grand Châteaudun                   |
| 28124      | 28350       | Dampierre-sur-Avre             | 763                              | 18,27         | 42               | Saint-Lubin-des-Joncherets Brezolles                                                                | Dreux            | Agglo du Pays de Dreux             |
| 28126      | 28800       | Dancy                          | 204                              | 9,9           | 21               | Châteaudun Bonneval                                                                                 | Châteaudun       | Bonnevalais                        |
| 28127      | 28160       | Dangeau                        | 1260                             | 54,88         | 23               | Châteaudun                                                                                          | Châteaudun       | Bonnevalais                        |
| 28128      | 28190       | Dangers                        | 433                              | 7,39          | 59               | Illiers-Combray Courville-sur-Eure                                                                  | Chartres         | Chartres Métropole                 |
| 28129      | 28700       | Denonville                     | 773                              | 12,82         | 60               | Auneau                                                                                              | Chartres         | Chartres Métropole                 |
| 28130      | 28250       | Digny                          | 1002                             | 39,99         | 25               | Saint-Lubin-des-Joncherets Senonches                                                                | Dreux            | Forêts du Perche                   |
| 28132      | 28200       | Donnemain-Saint-Mamès          | 661                              | 12,78         | 52               | Châteaudun                                                                                          | Châteaudun       | Grand Châteaudun                   |
| 28134      | 28100       | Dreux                          | 31.205                           | 24,27         | 1286             | Dreux-1 Dreux-2 Dreux-Est Dreux-Ouest Dreux-Sud                                                     | Dreux            | Agglo du Pays de Dreux             |
| 28135      | 28230       | Droue-sur-Drouette             | 1204                             | 5,26          | 229              | Épernon Maintenon                                                                                   | Chartres         | Portes Euréliennes d’Île-de-France |
| 28136      | 28500       | Écluzelles                     | 159                              | 3,22          | 49               | Dreux-2 Dreux-Est                                                                                   | Dreux            | Agglo du Pays de Dreux             |
| 28137      | 28320       | Écrosnes                       | 860                              | 23,27         | 37               | Auneau Maintenon                                                                                    | Chartres         | Portes Euréliennes d’Île-de-France |
| 28406      | 28140 28150 | Éole-en-Beauce                 | 1240                             | 102,86        | 12               | Les Villages Vovéens                                                                                | Chartres         | Cœur de Beauce                     |
| 28139      | 28120       | Épeautrolles                   | 169                              | 9,31          | 18               | Illiers-Combray                                                                                     | Chartres         | Entre Beauce et Perche             |
| 28140      | 28230       | Épernon                        | 5509                             | 6,45          | 854              | Épernon Maintenon                                                                                   | Chartres         | Portes Euréliennes d’Île-de-France |
| 28141      | 28120       | Ermenonville-la-Grande         | 315                              | 12,07         | 26               | Illiers-Combray                                                                                     | Chartres         | Chartres Métropole                 |
| 28142      | 28120       | Ermenonville-la-Petite         | 189                              | 5,12          | 37               | Illiers-Combray                                                                                     | Chartres         | Entre Beauce et Perche             |
| 28143      | 28270       | Escorpain                      | 234                              | 9,42          | 25               | Saint-Lubin-des-Joncherets Brezolles                                                                | Dreux            | Agglo du Pays de Dreux             |
| 28146      | 28210       | Faverolles                     | 818                              | 9,94          | 82               | Épernon Nogent-le-Roi                                                                               | Dreux            | Portes Euréliennes d’Île-de-France |
| 28147      | 28170       | Favières                       | 625                              | 12,69         | 49               | Saint-Lubin-des-Joncherets Châteauneuf-en-Thymerais                                                 | Dreux            | Agglo du Pays de Dreux             |
| 28151      | 28270       | Fessanvilliers-Mattanvilliers  | 172                              | 11,63         | 15               | Saint-Lubin-des-Joncherets Brezolles                                                                | Dreux            | Agglo du Pays de Dreux             |
| 28153      | 28800       | Flacey                         | 212                              | 13,99         | 15               | Châteaudun Bonneval                                                                                 | Châteaudun       | Bonnevalais                        |
| 28154      | 28190       | Fontaine-la-Guyon              | 1675                             | 14,59         | 115              | Illiers-Combray Courville-sur-Eure                                                                  | Chartres         | Entre Beauce et Perche             |
| 28155      | 28170       | Fontaine-les-Ribouts           | 187                              | 7,12          | 26               | Saint-Lubin-des-Joncherets Châteauneuf-en-Thymerais                                                 | Dreux            | Agglo du Pays de Dreux             |
| 28156      | 28240       | Fontaine-Simon                 | 887                              | 16,88         | 53               | Nogent-le-Rotrou La Loupe                                                                           | Nogent-le-Rotrou | Terres de Perche                   |
| 28157      | 28140       | Fontenay-sur-Conie             | 149                              | 13,25         | 11               | Les Villages Vovéens Orgères-en-Beauce                                                              | Châteaudun       | Cœur de Beauce                     |
| 28158      | 28630       | Fontenay-sur-Eure              | 1180                             | 13,8          | 86               | Lucé Chartres-Sud-Ouest                                                                             | Chartres         | Chartres Métropole                 |
| 28160      | 28700       | Francourville                  | 930                              | 18,46         | 50               | Auneau                                                                                              | Chartres         | Chartres Métropole                 |
| 28161      | 28160       | Frazé                          | 488                              | 27,55         | 18               | Brou Thiron-Gardais                                                                                 | Nogent-le-Rotrou | Terres de Perche                   |
| 28164      | 28310       | Fresnay-l’Évêque               | 741                              | 29,04         | 26               | Les Villages Vovéens Janville                                                                       | Chartres         | Cœur de Beauce                     |
| 28162      | 28360       | Fresnay-le-Comte               | 286                              | 8,25          | 35               | Chartres-2 Chartres-Sud-Ouest                                                                       | Chartres         | Chartres Métropole                 |
| 28163      | 28300       | Fresnay-le-Gilmert             | 223                              | 6,03          | 37               | Chartres-1 Chartres-Nord-Est                                                                        | Chartres         | Chartres Métropole                 |
| 28166      | 28240       | Friaize                        | 261                              | 10,53         | 25               | Illiers-Combray La Loupe                                                                            | Nogent-le-Rotrou | Entre Beauce et Perche             |
| 28167      | 28190       | Fruncé                         | 378                              | 16,97         | 22               | Illiers-Combray Courville-sur-Eure                                                                  | Chartres         | Entre Beauce et Perche             |
| 28168      | 28320       | Gallardon                      | 3537                             | 11,27         | 314              | Auneau Maintenon                                                                                    | Chartres         | Portes Euréliennes d’Île-de-France |
| 28169      | 28700       | Garancières-en-Beauce          | 222                              | 11,26         | 20               | Auneau                                                                                              | Chartres         | Cœur de Beauce                     |
| 28170      | 28500       | Garancières-en-Drouais         | 283                              | 6,46          | 44               | Dreux-1 Dreux-Ouest                                                                                 | Dreux            | Agglo du Pays de Dreux             |
| 28171      | 28500       | Garnay                         | 1000                             | 14,13         | 71               | Dreux-1 Dreux-Sud                                                                                   | Dreux            | Agglo du Pays de Dreux             |
| 28172      | 28320       | Gas                            | 730                              | 11,97         | 61               | Épernon Maintenon                                                                                   | Chartres         | Portes Euréliennes d’Île-de-France |
| 28173      | 28300       | Gasville-Oisème                | 1474                             | 9,09          | 162              | Chartres-1 Chartres-Nord-Est                                                                        | Chartres         | Chartres Métropole                 |
| 28177      | 28630       | Gellainville                   | 763                              | 12,01         | 64               | Chartres-2 Chartres-Sud-Est                                                                         | Chartres         | Chartres Métropole                 |
| 28178      | 28500       | Germainville                   | 345                              | 8,67          | 40               | Anet Dreux-Est                                                                                      | Dreux            | Agglo du Pays de Dreux             |
| 28180      | 28260       | Gilles                         | 503                              | 7,26          | 69               | Anet                                                                                                | Dreux            | Agglo du Pays de Dreux             |
| 28182      | 28160       | Gohory                         | 319                              | 9,47          | 34               | Brou                                                                                                | Châteaudun       | Grand Châteaudun                   |
| 28183      | 28310       | Gommerville                    | 667                              | 32,45         | 21               | Les Villages Vovéens                                                                                | Chartres         | Cœur de Beauce                     |
| 28184      | 28310       | Gouillons                      | 337                              | 12,04         | 28               | Les Villages Vovéens Janville                                                                       | Chartres         | Cœur de Beauce                     |
| 28185      | 28410       | Goussainville                  | 1340                             | 13,04         | 103              | Anet                                                                                                | Dreux            | Pays Houdanais                     |
| 28187      | 28260       | Guainville                     | 684                              | 14,12         | 48               | Anet                                                                                                | Dreux            | Agglo du Pays de Dreux             |
| 28189      | 28310       | Guilleville                    | 163                              | 13,41         | 12               | Les Villages Vovéens Janville                                                                       | Chartres         | Cœur de Beauce                     |
| 28190      | 28140       | Guillonville                   | 463                              | 27,15         | 17               | Les Villages Vovéens Orgères-en-Beauce                                                              | Châteaudun       | Cœur de Beauce                     |
| 28191      | 28130       | Hanches                        | 2710                             | 16,04         | 169              | Épernon Maintenon                                                                                   | Chartres         | Portes Euréliennes d’Île-de-France |
| 28192      | 28480       | Happonvilliers                 | 309                              | 18,96         | 16               | Nogent-le-Rotrou Thiron-Gardais                                                                     | Nogent-le-Rotrou | Terres de Perche                   |
| 28193      | 28410       | Havelu                         | 131                              | 3,7           | 35               | Anet                                                                                                | Dreux            | Pays Houdanais                     |
| 28194      | 28700       | Houville-la-Branche            | 414                              | 13,88         | 30               | Auneau                                                                                              | Chartres         | Chartres Métropole                 |
| 28195      | 28130       | Houx                           | 750                              | 6,24          | 120              | Épernon Maintenon                                                                                   | Chartres         | Chartres Métropole                 |
| 28196      | 28120       | Illiers-Combray                | 3228                             | 33,6          | 96               | Illiers-Combray                                                                                     | Chartres         | Entre Beauce et Perche             |
| 28197      | 28310       | Intréville                     | 121                              | 8,91          | 14               | Les Villages Vovéens Janville                                                                       | Chartres         | Cœur de Beauce                     |
| 28198      | 28200       | Jallans                        | 787                              | 8,99          | 88               | Châteaudun                                                                                          | Châteaudun       | Grand Châteaudun                   |
| 28199      | 28310       | Janville-en-Beauce             | 2482                             | 42,32         | 59               | Les Villages Vovéens                                                                                | Chartres         | Cœur de Beauce                     |
| 28200      | 28250       | Jaudrais                       | 409                              | 15,3          | 27               | Saint-Lubin-des-Joncherets Senonches                                                                | Dreux            | Forêts du Perche                   |
| 28201      | 28300       | Jouy                           | 1989                             | 12,89         | 154              | Chartres-1 Chartres-Nord-Est                                                                        | Chartres         | Chartres Métropole                 |
| 28027      | 28330       | La Bazoche-Gouet               | 1230                             | 37,44         | 33               | Brou Authon-du-Perche                                                                               | Nogent-le-Rotrou | Grand Châteaudun                   |
| 28048      | 28360       | La Bourdinière-Saint-Loup      | 751                              | 20,16         | 37               | Chartres-2 Illiers-Combray                                                                          | Chartres         | Chartres Métropole                 |
| 28074      | 28700       | La Chapelle-d’Aunainville      | 243                              | 7,5           | 32               | Auneau                                                                                              | Chartres         | Portes Euréliennes d’Île-de-France |
| 28075      | 28200       | La Chapelle-du-Noyer           | 1014                             | 13,31         | 76               | Châteaudun                                                                                          | Châteaudun       | Grand Châteaudun                   |
| 28076      | 28500       | La Chapelle-Forainvilliers     | 214                              | 5,38          | 40               | Anet Dreux-Est                                                                                      | Dreux            | Agglo du Pays de Dreux             |
| 28077      | 28340       | La Chapelle-Fortin             | 169                              | 14,41         | 12               | Saint-Lubin-des-Joncherets La Ferté-Vidame                                                          | Dreux            | Forêts du Perche                   |
| 28096      | 28260       | La Chaussée-d’Ivry             | 1307                             | 8,39          | 156              | Anet                                                                                                | Dreux            | Agglo du Pays de Dreux             |
| 28119      | 28480       | La Croix-du-Perche             | 148                              | 12,5          | 12               | Nogent-le-Rotrou Thiron-Gardais                                                                     | Nogent-le-Rotrou | Terres de Perche                   |
| 28149      | 28340       | La Ferté-Vidame                | 558                              | 39,81         | 14               | Saint-Lubin-des-Joncherets La Ferté-Vidame                                                          | Dreux            | Forêts du Perche                   |
| 28159      | 28250       | La Framboisière                | 337                              | 5,23          | 64               | Saint-Lubin-des-Joncherets Senonches                                                                | Dreux            | Forêts du Perche                   |
| 28175      | 28400       | La Gaudaine                    | 179                              | 9,19          | 19               | Nogent-le-Rotrou                                                                                    | Nogent-le-Rotrou | Perche                             |
| 28214      | 28240       | La Loupe                       | 3230                             | 7,27          | 444              | Nogent-le-Rotrou La Loupe                                                                           | Nogent-le-Rotrou | Terres de Perche                   |
| 28231      | 28270       | La Mancelière                  | 152                              | 5,9           | 26               | Saint-Lubin-des-Joncherets Brezolles                                                                | Dreux            | Agglo du Pays de Dreux             |
| 28310      | 28250       | La Puisaye                     | 247                              | 20,5          | 12               | Saint-Lubin-des-Joncherets Senonches                                                                | Dreux            | Forêts du Perche                   |
| 28368      | 28250       | La Saucelle                    | 201                              | 14,26         | 14               | Saint-Lubin-des-Joncherets Senonches                                                                | Dreux            | Forêts du Perche                   |
| 28202      | 28340       | Lamblore                       | 323                              | 10,8          | 30               | Saint-Lubin-des-Joncherets La Ferté-Vidame                                                          | Dreux            | Forêts du Perche                   |
| 28203      | 28190       | Landelles                      | 631                              | 10,35         | 61               | Illiers-Combray Courville-sur-Eure                                                                  | Chartres         | Entre Beauce et Perche             |
| 28206      | 28270       | Laons                          | 655                              | 15,78         | 42               | Saint-Lubin-des-Joncherets Brezolles                                                                | Dreux            | Agglo du Pays de Dreux             |
| 28053      | 28170       | Le Boullay-les-Deux-Églises    | 250                              | 13,82         | 18               | Saint-Lubin-des-Joncherets Châteauneuf-en-Thymerais                                                 | Dreux            | Agglo du Pays de Dreux             |
| 28054      | 28210       | Le Boullay-Mivoye              | 529                              | 10,92         | 48               | Dreux-2 Nogent-le-Roi                                                                               | Dreux            | Agglo du Pays de Dreux             |
| 28055      | 28210       | Le Boullay-Thierry             | 585                              | 12,87         | 45               | Dreux-2 Nogent-le-Roi                                                                               | Dreux            | Agglo du Pays de Dreux             |
| 28110      | 28630       | Le Coudray                     | 4063                             | 5,52          | 736              | Chartres-2 Chartres-Sud-Est                                                                         | Chartres         | Chartres Métropole                 |
| 28148      | 28190       | Le Favril                      | 365                              | 23,8          | 15               | Illiers-Combray Courville-sur-Eure                                                                  | Chartres         | Entre Beauce et Perche             |
| 28176      | 28800       | Le Gault-Saint-Denis           | 674                              | 23,35         | 29               | Les Villages Vovéens Bonneval                                                                       | Châteaudun       | Bonnevalais                        |
| 28188      | 28700       | Le Gué-de-Longroi              | 889                              | 6,9           | 129              | Auneau                                                                                              | Chartres         | Portes Euréliennes d’Île-de-France |
| 28247      | 28260       | Le Mesnil-Simon                | 569                              | 9,17          | 62               | Anet                                                                                                | Dreux            | Agglo du Pays de Dreux             |
| 28248      | 28250       | Le Mesnil-Thomas               | 337                              | 16,34         | 21               | Saint-Lubin-des-Joncherets Senonches                                                                | Dreux            | Forêts du Perche                   |
| 28385      | 28240       | Le Thieulin                    | 427                              | 11,71         | 36               | Illiers-Combray La Loupe                                                                            | Nogent-le-Rotrou | Entre Beauce et Perche             |
| 28016      | 28330       | Les Autels-Villevillon         | 110                              | 10,08         | 11               | Brou Authon-du-Perche                                                                               | Nogent-le-Rotrou | Perche                             |
| 28090      | 28270       | Les Châtelets                  | 111                              | 9,92          | 11               | Saint-Lubin-des-Joncherets Brezolles                                                                | Dreux            | Agglo du Pays de Dreux             |
| 28091      | 28120       | Les Châtelliers-Notre-Dame     | 149                              | 10,87         | 14               | Illiers-Combray                                                                                     | Chartres         | Entre Beauce et Perche             |
| 28109      | 28240       | Les Corvées-les-Yys            | 327                              | 13,51         | 24               | Nogent-le-Rotrou La Loupe                                                                           | Nogent-le-Rotrou | Terres de Perche                   |
| 28144      | 28330       | Les Étilleux                   | 194                              | 8,35          | 23               | Brou Authon-du-Perche                                                                               | Nogent-le-Rotrou | Perche                             |
| 28299      | 28210       | Les Pinthières                 | 164                              | 4,01          | 41               | Épernon Nogent-le-Roi                                                                               | Dreux            | Portes Euréliennes d’Île-de-France |
| 28314      | 28340       | Les Ressuintes                 | 153                              | 7,46          | 21               | Saint-Lubin-des-Joncherets La Ferté-Vidame                                                          | Dreux            | Forêts du Perche                   |
| 28422      | 28150       | Les Villages Vovéens           | 3977                             | 62,85         | 63               | Les Villages Vovéens                                                                                | Chartres         | Cœur de Beauce                     |
| 28207      | 28700       | Léthuin                        | 240                              | 7,18          | 33               | Auneau                                                                                              | Chartres         | Portes Euréliennes d’Île-de-France |
| 28208      | 28700       | Levainville                    | 377                              | 5,55          | 68               | Auneau                                                                                              | Chartres         | Portes Euréliennes d’Île-de-France |
| 28209      | 28300       | Lèves                          | 5701                             | 7,51          | 759              | Chartres-3 Mainvilliers                                                                             | Chartres         | Chartres Métropole                 |
| 28210      | 28310       | Levesville-la-Chenard          | 235                              | 13,89         | 17               | Les Villages Vovéens Janville                                                                       | Chartres         | Cœur de Beauce                     |
| 28211      | 28200       | Logron                         | 587                              | 22,64         | 26               | Châteaudun                                                                                          | Châteaudun       | Grand Châteaudun                   |
| 28212      | 28140       | Loigny-la-Bataille             | 215                              | 18,05         | 12               | Les Villages Vovéens Orgères-en-Beauce                                                              | Châteaudun       | Cœur de Beauce                     |
| 28213      | 28210       | Lormaye                        | 683                              | 1,43          | 478              | Épernon Nogent-le-Roi                                                                               | Dreux            | Portes Euréliennes d’Île-de-France |
| 28215      | 28150       | Louville-la-Chenard            | 247                              | 19,51         | 13               | Les Villages Vovéens                                                                                | Chartres         | Cœur de Beauce                     |
| 28216      | 28500       | Louvilliers-en-Drouais         | 221                              | 4,14          | 53               | Dreux-1 Dreux-Ouest                                                                                 | Dreux            | Agglo du Pays de Dreux             |
| 28217      | 28250       | Louvilliers-lès-Perche         | 198                              | 14,5          | 14               | Saint-Lubin-des-Joncherets Senonches                                                                | Dreux            | Forêts du Perche                   |
| 28218      | 28110       | Lucé                           | 15.658                           | 6,06          | 2584             | Lucé                                                                                                | Chartres         | Chartres Métropole                 |
| 28219      | 28480       | Luigny                         | 423                              | 15,88         | 27               | Brou Authon-du-Perche                                                                               | Nogent-le-Rotrou | Perche                             |
| 28220      | 28600       | Luisant                        | 6818                             | 4,43          | 1539             | Lucé Chartres-Sud-Ouest                                                                             | Chartres         | Chartres Métropole                 |
| 28221      | 28140       | Lumeau                         | 137                              | 15,28         | 9                | Les Villages Vovéens Orgères-en-Beauce                                                              | Châteaudun       | Cœur de Beauce                     |
| 28222      | 28360       | Luplanté                       | 387                              | 16,65         | 23               | Illiers-Combray                                                                                     | Chartres         | Entre Beauce et Perche             |
| 28223      | 28500       | Luray                          | 1570                             | 4,46          | 352              | Dreux-2 Dreux-Est                                                                                   | Dreux            | Agglo du Pays de Dreux             |
| 28225      | 28120       | Magny                          | 652                              | 13,03         | 50               | Illiers-Combray                                                                                     | Chartres         | Entre Beauce et Perche             |
| 28226      | 28170       | Maillebois                     | 926                              | 41            | 23               | Saint-Lubin-des-Joncherets Châteauneuf-en-Thymerais                                                 | Dreux            | Agglo du Pays de Dreux             |
| 28227      | 28130       | Maintenon                      | 4532                             | 11,44         | 396              | Épernon Maintenon                                                                                   | Chartres         | Chartres Métropole                 |
| 28229      | 28300       | Mainvilliers                   | 10.950                           | 11,92         | 919              | Chartres-3 Mainvilliers                                                                             | Chartres         | Chartres Métropole                 |
| 28230      | 28700       | Maisons                        | 403                              | 9,5           | 42               | Auneau                                                                                              | Chartres         | Portes Euréliennes d’Île-de-France |
| 28232      | 28240       | Manou                          | 606                              | 13,38         | 45               | Nogent-le-Rotrou La Loupe                                                                           | Nogent-le-Rotrou | Terres de Perche                   |
| 28233      | 28200       | Marboué                        | 1124                             | 26,56         | 42               | Châteaudun                                                                                          | Châteaudun       | Grand Châteaudun                   |
| 28234      | 28120       | Marchéville                    | 506                              | 12,38         | 41               | Illiers-Combray                                                                                     | Chartres         | Entre Beauce et Perche             |
| 28235      | 28410       | Marchezais                     | 408                              | 2,19          | 186              | Anet                                                                                                | Dreux            | Agglo du Pays de Dreux             |
| 28237      | 28400       | Marolles-les-Buis              | 207                              | 13,08         | 16               | Nogent-le-Rotrou Thiron-Gardais                                                                     | Nogent-le-Rotrou | Terres de Perche                   |
| 28239      | 28500       | Marville-Moutiers-Brûlé        | 1027                             | 20,24         | 51               | Dreux-1 Dreux-Sud                                                                                   | Dreux            | Agglo du Pays de Dreux             |
| 28240      | 28240       | Meaucé                         | 499                              | 11,33         | 44               | Nogent-le-Rotrou La Loupe                                                                           | Nogent-le-Rotrou | Terres de Perche                   |
| 28242      | 28120       | Méréglise                      | 106                              | 4,41          | 24               | Illiers-Combray                                                                                     | Chartres         | Entre Beauce et Perche             |
| 28243      | 28310       | Mérouville                     | 215                              | 9,62          | 22               | Les Villages Vovéens Janville                                                                       | Chartres         | Cœur de Beauce                     |
| 28245      | 28120       | Meslay-le-Grenet               | 376                              | 8,94          | 42               | Illiers-Combray                                                                                     | Chartres         | Chartres Métropole                 |
| 28246      | 28360       | Meslay-le-Vidame               | 516                              | 14,67         | 35               | Les Villages Vovéens Bonneval                                                                       | Châteaudun       | Chartres Métropole                 |
| 28249      | 28130       | Mévoisins                      | 622                              | 4,28          | 145              | Épernon Maintenon                                                                                   | Chartres         | Portes Euréliennes d’Île-de-France |
| 28251      | 28500       | Mézières-en-Drouais            | 1057                             | 8,4           | 126              | Dreux-2 Dreux-Est                                                                                   | Dreux            | Agglo du Pays de Dreux             |
| 28252      | 28480       | Miermaigne                     | 171                              | 10,89         | 16               | Brou Authon-du-Perche                                                                               | Nogent-le-Rotrou | Perche                             |
| 28253      | 28630       | Mignières                      | 1157                             | 13,04         | 89               | Chartres-2 Chartres-Sud-Ouest                                                                       | Chartres         | Chartres Métropole                 |
| 28254      | 28170       | Mittainvilliers-Vérigny        | 800                              | 24,76         | 32               | Illiers-Combray Courville-sur-Eure                                                                  | Chartres         | Chartres Métropole                 |
| 28255      | 28700       | Moinville-la-Jeulin            | 160                              | 6,05          | 26               | Auneau                                                                                              | Chartres         | Chartres Métropole                 |
| 28256      | 28200       | Moléans                        | 442                              | 11,09         | 40               | Châteaudun                                                                                          | Châteaudun       | Grand Châteaudun                   |
| 28257      | 28700       | Mondonville-Saint-Jean         | 93                               | 5,44          | 17               | Auneau                                                                                              | Chartres         | Portes Euréliennes d’Île-de-France |
| 28259      | 28800       | Montboissier                   | 348                              | 13,94         | 25               | Châteaudun Bonneval                                                                                 | Châteaudun       | Bonnevalais                        |
| 28260      | 28800       | Montharville                   | 103                              | 6,34          | 16               | Châteaudun Bonneval                                                                                 | Châteaudun       | Bonnevalais                        |
| 28261      | 28120       | Montigny-le-Chartif            | 590                              | 25,96         | 23               | Brou Thiron-Gardais                                                                                 | Nogent-le-Rotrou | Entre Beauce et Perche             |
| 28263      | 28270       | Montigny-sur-Avre              | 272                              | 7,26          | 37               | Saint-Lubin-des-Joncherets Brezolles                                                                | Dreux            | Normandie Sud Eure                 |
| 28264      | 28240       | Montireau                      | 136                              | 10,1          | 13               | Nogent-le-Rotrou La Loupe                                                                           | Nogent-le-Rotrou | Terres de Perche                   |
| 28265      | 28240       | Montlandon                     | 254                              | 2,87          | 89               | Nogent-le-Rotrou La Loupe                                                                           | Nogent-le-Rotrou | Terres de Perche                   |
| 28267      | 28500       | Montreuil                      | 530                              | 6,21          | 85               | Anet Dreux-Ouest                                                                                    | Dreux            | Agglo du Pays de Dreux             |
| 28268      | 28700       | Morainville                    | 17                               | 3,82          | 4                | Auneau                                                                                              | Chartres         | Portes Euréliennes d’Île-de-France |
| 28269      | 28630       | Morancez                       | 1927                             | 7,13          | 270              | Chartres-2 Chartres-Sud-Ouest                                                                       | Chartres         | Chartres Métropole                 |
| 28270      | 28800       | Moriers                        | 223                              | 9,03          | 25               | Châteaudun Bonneval                                                                                 | Châteaudun       | Bonnevalais                        |
| 28271      | 28340       | Morvilliers                    | 127                              | 9,92          | 13               | Saint-Lubin-des-Joncherets La Ferté-Vidame                                                          | Dreux            | Forêts du Perche                   |
| 28272      | 28160       | Mottereau                      | 152                              | 8,79          | 17               | Brou                                                                                                | Châteaudun       | Entre Beauce et Perche             |
| 28273      | 28160       | Moulhard                       | 139                              | 11,17         | 12               | Brou Authon-du-Perche                                                                               | Nogent-le-Rotrou | Grand Châteaudun                   |
| 28274      | 28150       | Moutiers                       | 243                              | 21,2          | 11               | Les Villages Vovéens                                                                                | Chartres         | Cœur de Beauce                     |
| 28275      | 28210       | Néron                          | 699                              | 19,04         | 37               | Épernon Nogent-le-Roi                                                                               | Dreux            | Portes Euréliennes d’Île-de-France |
| 28319      | 28310       | Neuville Saint Denis           | 657                              | 41,86         | 16               | Les Villages Vovéens Janville                                                                       | Chartres         | Cœur de Beauce                     |
| 28277      | 28800       | Neuvy-en-Dunois                | 305                              | 25,87         | 12               | Les Villages Vovéens Bonneval                                                                       | Châteaudun       | Bonnevalais                        |
| 28278      | 28630       | Nogent-le-Phaye                | 1463                             | 15,01         | 97               | Chartres-2 Chartres-Sud-Est                                                                         | Chartres         | Chartres Métropole                 |
| 28279      | 28210       | Nogent-le-Roi                  | 4023                             | 13,01         | 309              | Épernon Nogent-le-Roi                                                                               | Dreux            | Portes Euréliennes d’Île-de-France |
| 28280      | 28400       | Nogent-le-Rotrou               | 9305                             | 23,49         | 396              | Nogent-le-Rotrou                                                                                    | Nogent-le-Rotrou | Perche                             |
| 28281      | 28120       | Nogent-sur-Eure                | 502                              | 9,22          | 54               | Illiers-Combray                                                                                     | Chartres         | Chartres Métropole                 |
| 28282      | 28120       | Nonvilliers-Grandhoux          | 431                              | 21,61         | 20               | Nogent-le-Rotrou Thiron-Gardais                                                                     | Nogent-le-Rotrou | Terres de Perche                   |
| 28283      | 28140       | Nottonville                    | 283                              | 24,74         | 11               | Les Villages Vovéens Orgères-en-Beauce                                                              | Châteaudun       | Cœur de Beauce                     |
| 28284      | 28310       | Oinville-Saint-Liphard         | 277                              | 21,77         | 13               | Les Villages Vovéens Janville                                                                       | Chartres         | Cœur de Beauce                     |
| 28285      | 28700       | Oinville-sous-Auneau           | 326                              | 10,38         | 31               | Auneau                                                                                              | Chartres         | Chartres Métropole                 |
| 28286      | 28120       | Ollé                           | 626                              | 13,12         | 48               | Illiers-Combray                                                                                     | Chartres         | Chartres Métropole                 |
| 28287      | 28140       | Orgères-en-Beauce              | 998                              | 15,24         | 65               | Les Villages Vovéens Orgères-en-Beauce                                                              | Châteaudun       | Cœur de Beauce                     |
| 28289      | 28210       | Ormoy                          | 224                              | 9,04          | 25               | Dreux-2 Nogent-le-Roi                                                                               | Dreux            | Agglo du Pays de Dreux             |
| 28290      | 28190       | Orrouer                        | 282                              | 13,25         | 21               | Illiers-Combray Courville-sur-Eure                                                                  | Chartres         | Entre Beauce et Perche             |
| 28291      | 28150       | Ouarville                      | 534                              | 20,13         | 27               | Les Villages Vovéens                                                                                | Chartres         | Cœur de Beauce                     |
| 28292      | 28500       | Ouerre                         | 785                              | 12,73         | 62               | Dreux-2 Dreux-Est                                                                                   | Dreux            | Agglo du Pays de Dreux             |
| 28293      | 28260       | Oulins                         | 1221                             | 10,08         | 121              | Anet                                                                                                | Dreux            | Agglo du Pays de Dreux             |
| 28294      | 28700       | Oysonville                     | 526                              | 9,63          | 55               | Auneau                                                                                              | Chartres         | Cœur de Beauce                     |
| 28296      | 28140       | Péronville                     | 260                              | 24,9          | 10               | Les Villages Vovéens Orgères-en-Beauce                                                              | Châteaudun       | Cœur de Beauce                     |
| 28298      | 28130       | Pierres                        | 2792                             | 10,41         | 268              | Épernon Maintenon                                                                                   | Chartres         | Portes Euréliennes d’Île-de-France |
| 28300      | 28310       | Poinville                      | 173                              | 8,08          | 21               | Les Villages Vovéens Janville                                                                       | Chartres         | Cœur de Beauce                     |
| 28301      | 28300       | Poisvilliers                   | 460                              | 10,57         | 44               | Chartres-1 Chartres-Nord-Est                                                                        | Chartres         | Chartres Métropole                 |
| 28302      | 28190       | Pontgouin                      | 1117                             | 25,16         | 44               | Illiers-Combray Courville-sur-Eure                                                                  | Chartres         | Entre Beauce et Perche             |
| 28303      | 28140       | Poupry                         | 99                               | 14,48         | 7                | Les Villages Vovéens Orgères-en-Beauce                                                              | Châteaudun       | Cœur de Beauce                     |
| 28304      | 28150       | Prasville                      | 449                              | 16,26         | 28               | Les Villages Vovéens                                                                                | Chartres         | Cœur de Beauce                     |
| 28305      | 28800       | Pré-Saint-Évroult              | 286                              | 21,55         | 13               | Les Villages Vovéens Bonneval                                                                       | Châteaudun       | Bonnevalais                        |
| 28306      | 28800       | Pré-Saint-Martin               | 176                              | 7,25          | 24               | Les Villages Vovéens Bonneval                                                                       | Châteaudun       | Bonnevalais                        |
| 28308      | 28270       | Prudemanche                    | 264                              | 15,43         | 17               | Saint-Lubin-des-Joncherets Brezolles                                                                | Dreux            | Agglo du Pays de Dreux             |
| 28309      | 28360       | Prunay-le-Gillon               | 1155                             | 25,36         | 46               | Chartres-2 Chartres-Sud-Est                                                                         | Chartres         | Chartres Métropole                 |
| 28312      | 28170       | Puiseux                        | 133                              | 5,22          | 25               | Saint-Lubin-des-Joncherets Châteauneuf-en-Thymerais                                                 | Dreux            | Agglo du Pays de Dreux             |
| 28313      | 28150       | Réclainville                   | 203                              | 9,8           | 21               | Les Villages Vovéens                                                                                | Chartres         | Cœur de Beauce                     |
| 28315      | 28270       | Revercourt                     | 25                               | 5,53          | 5                | Saint-Lubin-des-Joncherets Brezolles                                                                | Dreux            | Agglo du Pays de Dreux             |
| 28316      | 28340       | Rohaire                        | 131                              | 10,01         | 13               | Saint-Lubin-des-Joncherets La Ferté-Vidame                                                          | Dreux            | Forêts du Perche                   |
| 28317      | 28700       | Roinville                      | 582                              | 6,83          | 85               | Auneau                                                                                              | Chartres         | Chartres Métropole                 |
| 28321      | 28260       | Rouvres                        | 818                              | 16,24         | 50               | Anet                                                                                                | Dreux            | Agglo du Pays de Dreux             |
| 28322      | 28270       | Rueil-la-Gadelière             | 469                              | 18,44         | 25               | Saint-Lubin-des-Joncherets Brezolles                                                                | Dreux            | Agglo du Pays de Dreux             |
| 28323      | 28170       | Saint-Ange-et-Torçay           | 284                              | 16,61         | 17               | Saint-Lubin-des-Joncherets Châteauneuf-en-Thymerais                                                 | Dreux            | Agglo du Pays de Dreux             |
| 28324      | 28190       | Saint-Arnoult-des-Bois         | 895                              | 20,67         | 43               | Illiers-Combray Courville-sur-Eure                                                                  | Chartres         | Entre Beauce et Perche             |
| 28325      | 28300       | Saint-Aubin-des-Bois           | 1127                             | 18,09         | 62               | Chartres-3 Mainvilliers                                                                             | Chartres         | Chartres Métropole                 |
| 28326      | 28120       | Saint-Avit-les-Guespières      | 347                              | 12,64         | 27               | Illiers-Combray Brou                                                                                | Châteaudun       | Entre Beauce et Perche             |
| 28327      | 28330       | Saint-Bomer                    | 194                              | 13,32         | 15               | Brou Authon-du-Perche                                                                               | Nogent-le-Rotrou | Perche                             |
| 28329      | 28200       | Saint-Christophe               | 148                              | 6,13          | 24               | Châteaudun                                                                                          | Châteaudun       | Grand Châteaudun                   |
| 28333      | 28240       | Saint-Denis-des-Puits          | 150                              | 13,53         | 11               | Illiers-Combray Courville-sur-Eure                                                                  | Chartres         | Entre Beauce et Perche             |
| 28334      | 28200       | Saint-Denis-Lanneray           | 2095                             | 40,43         | 52               | Châteaudun                                                                                          | Châteaudun       | Grand Châteaudun                   |
| 28332      | 28500       | Sainte-Gemme-Moronval          | 1158                             | 5,46          | 212              | Dreux-2 Dreux-Est                                                                                   | Dreux            | Agglo du Pays de Dreux             |
| 28335      | 28240       | Saint-Éliph                    | 833                              | 23,46         | 36               | Nogent-le-Rotrou La Loupe                                                                           | Nogent-le-Rotrou | Terres de Perche                   |
| 28336      | 28120       | Saint-Éman                     | 94                               | 4,6           | 20               | Illiers-Combray                                                                                     | Chartres         | Entre Beauce et Perche             |
| 28337      | 28190       | Saint-Georges-sur-Eure         | 2728                             | 15,43         | 177              | Illiers-Combray Courville-sur-Eure                                                                  | Chartres         | Chartres Métropole                 |
| 28339      | 28190       | Saint-Germain-le-Gaillard      | 372                              | 8,13          | 46               | Illiers-Combray Courville-sur-Eure                                                                  | Chartres         | Entre Beauce et Perche             |
| 28331      | 28480       | Saintigny                      | 934                              | 45,22         | 21               | Nogent-le-Rotrou                                                                                    | Nogent-le-Rotrou | Terres de Perche                   |
| 28341      | 28170       | Saint-Jean-de-Rebervilliers    | 243                              | 11,03         | 22               | Saint-Lubin-des-Joncherets Châteauneuf-en-Thymerais                                                 | Dreux            | Agglo du Pays de Dreux             |
| 28342      | 28400       | Saint-Jean-Pierre-Fixte        | 269                              | 6,91          | 39               | Nogent-le-Rotrou                                                                                    | Nogent-le-Rotrou | Perche                             |
| 28343      | 28210       | Saint-Laurent-la-Gâtine        | 463                              | 6,95          | 67               | Épernon Nogent-le-Roi                                                                               | Dreux            | Portes Euréliennes d’Île-de-France |
| 28344      | 28700       | Saint-Léger-des-Aubées         | 257                              | 13,18         | 19               | Auneau                                                                                              | Chartres         | Chartres Métropole                 |
| 28346      | 28270       | Saint-Lubin-de-Cravant         | 55                               | 6,93          | 8                | Saint-Lubin-des-Joncherets Brezolles                                                                | Dreux            | Agglo du Pays de Dreux             |
| 28347      | 28410       | Saint-Lubin-de-la-Haye         | 950                              | 14,32         | 66               | Anet                                                                                                | Dreux            | Pays Houdanais                     |
| 28348      | 28350       | Saint-Lubin-des-Joncherets     | 4129                             | 14,46         | 286              | Saint-Lubin-des-Joncherets Brezolles                                                                | Dreux            | Agglo du Pays de Dreux             |
| 28349      | 28210       | Saint-Lucien                   | 278                              | 8,71          | 32               | Épernon Nogent-le-Roi                                                                               | Dreux            | Portes Euréliennes d’Île-de-France |
| 28350      | 28190       | Saint-Luperce                  | 994                              | 14,35         | 69               | Illiers-Combray Courville-sur-Eure                                                                  | Chartres         | Entre Beauce et Perche             |
| 28351      | 28170       | Saint-Maixme-Hauterive         | 410                              | 31,95         | 13               | Saint-Lubin-des-Joncherets Châteauneuf-en-Thymerais                                                 | Dreux            | Agglo du Pays de Dreux             |
| 28352      | 28130       | Saint-Martin-de-Nigelles       | 1581                             | 12,31         | 128              | Épernon Maintenon                                                                                   | Chartres         | Portes Euréliennes d’Île-de-France |
| 28354      | 28240       | Saint-Maurice-Saint-Germain    | 484                              | 12,19         | 40               | Nogent-le-Rotrou La Loupe                                                                           | Nogent-le-Rotrou | Terres de Perche                   |
| 28353      | 28800       | Saint-Maur-sur-le-Loir         | 405                              | 16,54         | 24               | Châteaudun Bonneval                                                                                 | Châteaudun       | Bonnevalais                        |
| 28355      | 28260       | Saint-Ouen-Marchefroy          | 293                              | 9,21          | 32               | Anet                                                                                                | Dreux            | Agglo du Pays de Dreux             |
| 28357      | 28130       | Saint-Piat                     | 1121                             | 11,29         | 99               | Épernon Maintenon                                                                                   | Chartres         | Portes Euréliennes d’Île-de-France |
| 28358      | 28300       | Saint-Prest                    | 2119                             | 16,71         | 127              | Chartres-1 Chartres-Nord-Est                                                                        | Chartres         | Chartres Métropole                 |
| 28359      | 28380       | Saint-Rémy-sur-Avre            | 4065                             | 13,05         | 311              | Saint-Lubin-des-Joncherets Brezolles                                                                | Dreux            | Agglo du Pays de Dreux             |
| 28360      | 28170       | Saint-Sauveur-Marville         | 927                              | 18,84         | 49               | Saint-Lubin-des-Joncherets Châteauneuf-en-Thymerais                                                 | Dreux            | Agglo du Pays de Dreux             |
| 28362      | 28240       | Saint-Victor-de-Buthon         | 509                              | 27,72         | 18               | Nogent-le-Rotrou La Loupe                                                                           | Nogent-le-Rotrou | Terres de Perche                   |
| 28363      | 28700       | Sainville                      | 1037                             | 21,87         | 47               | Auneau                                                                                              | Chartres         | Cœur de Beauce                     |
| 28364      | 28800       | Sancheville                    | 748                              | 21,77         | 34               | Les Villages Vovéens Bonneval                                                                       | Châteaudun       | Bonnevalais                        |
| 28365      | 28120       | Sandarville                    | 419                              | 9,51          | 44               | Illiers-Combray                                                                                     | Chartres         | Chartres Métropole                 |
| 28366      | 28700       | Santeuil                       | 324                              | 9,24          | 35               | Auneau                                                                                              | Chartres         | Chartres Métropole                 |
| 28367      | 28310       | Santilly                       | 306                              | 17,66         | 17               | Les Villages Vovéens Janville                                                                       | Chartres         | Cœur de Beauce                     |
| 28369      | 28500       | Saulnières                     | 772                              | 10,65         | 72               | Dreux-1 Dreux-Ouest                                                                                 | Dreux            | Agglo du Pays de Dreux             |
| 28370      | 28800       | Saumeray                       | 467                              | 19,46         | 24               | Châteaudun Bonneval                                                                                 | Châteaudun       | Bonnevalais                        |
| 28371      | 28260       | Saussay                        | 1090                             | 4,59          | 237              | Anet                                                                                                | Dreux            | Agglo du Pays de Dreux             |
| 28372      | 28210       | Senantes                       | 537                              | 7,57          | 71               | Épernon Nogent-le-Roi                                                                               | Dreux            | Portes Euréliennes d’Île-de-France |
| 28373      | 28250       | Senonches                      | 3013                             | 62,48         | 48               | Saint-Lubin-des-Joncherets Senonches                                                                | Dreux            | Forêts du Perche                   |
| 28374      | 28170       | Serazereux                     | 538                              | 15,58         | 35               | Saint-Lubin-des-Joncherets Châteauneuf-en-Thymerais                                                 | Dreux            | Agglo du Pays de Dreux             |
| 28375      | 28410       | Serville                       | 362                              | 5,62          | 64               | Anet                                                                                                | Dreux            | Agglo du Pays de Dreux             |
| 28377      | 28260       | Sorel-Moussel                  | 1782                             | 12,8          | 139              | Anet                                                                                                | Dreux            | Agglo du Pays de Dreux             |
| 28378      | 28400       | Souancé-au-Perche              | 496                              | 18,94         | 26               | Nogent-le-Rotrou                                                                                    | Nogent-le-Rotrou | Perche                             |
| 28379      | 28130       | Soulaires                      | 474                              | 5,87          | 81               | Épernon Maintenon                                                                                   | Chartres         | Portes Euréliennes d’Île-de-France |
| 28380      | 28630       | Sours                          | 1964                             | 33,15         | 59               | Chartres-2 Chartres-Sud-Est                                                                         | Chartres         | Chartres Métropole                 |
| 28382      | 28140       | Terminiers                     | 881                              | 31,72         | 28               | Les Villages Vovéens Orgères-en-Beauce                                                              | Châteaudun       | Cœur de Beauce                     |
| 28383      | 28360       | Theuville                      | 728                              | 29,86         | 24               | Les Villages Vovéens                                                                                | Chartres         | Chartres Métropole                 |
| 28386      | 28170       | Thimert-Gâtelles               | 1240                             | 42,67         | 29               | Saint-Lubin-des-Joncherets Châteauneuf-en-Thymerais                                                 | Dreux            | Agglo du Pays de Dreux             |
| 28387      | 28480       | Thiron-Gardais                 | 972                              | 13,46         | 72               | Nogent-le-Rotrou Thiron-Gardais                                                                     | Nogent-le-Rotrou | Terres de Perche                   |
| 28388      | 28630       | Thivars                        | 1099                             | 9,22          | 119              | Chartres-2 Chartres-Sud-Ouest                                                                       | Chartres         | Chartres Métropole                 |
| 28389      | 28200       | Thiville                       | 337                              | 27,8          | 12               | Châteaudun                                                                                          | Châteaudun       | Grand Châteaudun                   |
| 28390      | 28140       | Tillay-le-Péneux               | 313                              | 22,19         | 14               | Les Villages Vovéens Orgères-en-Beauce                                                              | Châteaudun       | Cœur de Beauce                     |
| 28391      | 28310       | Toury                          | 2620                             | 18,72         | 140              | Les Villages Vovéens Janville                                                                       | Chartres         | Cœur de Beauce                     |
| 28392      | 28310       | Trancrainville                 | 169                              | 11,61         | 15               | Les Villages Vovéens Janville                                                                       | Chartres         | Cœur de Beauce                     |
| 28393      | 28170       | Tremblay-les-Villages          | 2208                             | 63,31         | 35               | Saint-Lubin-des-Joncherets Châteauneuf-en-Thymerais                                                 | Dreux            | Agglo du Pays de Dreux             |
| 28394      | 28500       | Tréon                          | 1448                             | 10,93         | 132              | Dreux-1 Dreux-Sud                                                                                   | Dreux            | Agglo du Pays de Dreux             |
| 28395      | 28400       | Trizay-Coutretot-Saint-Serge   | 438                              | 11,15         | 39               | Nogent-le-Rotrou                                                                                    | Nogent-le-Rotrou | Perche                             |
| 28396      | 28800       | Trizay-lès-Bonneval            | 318                              | 9,77          | 33               | Châteaudun Bonneval                                                                                 | Châteaudun       | Bonnevalais                        |
| 28397      | 28700       | Umpeau                         | 403                              | 11,49         | 35               | Auneau                                                                                              | Chartres         | Chartres Métropole                 |
| 28398      | 28160       | Unverre                        | 1212                             | 62,33         | 19               | Brou                                                                                                | Châteaudun       | Grand Châteaudun                   |
| 28400      | 28140       | Varize                         | 189                              | 13,85         | 14               | Les Villages Vovéens Orgères-en-Beauce                                                              | Châteaudun       | Cœur de Beauce                     |
| 28401      | 28240       | Vaupillon                      | 461                              | 12,47         | 37               | Nogent-le-Rotrou La Loupe                                                                           | Nogent-le-Rotrou | Terres de Perche                   |
| 28403      | 28630       | Ver-lès-Chartres               | 776                              | 9,46          | 82               | Chartres-2 Chartres-Sud-Ouest                                                                       | Chartres         | Chartres Métropole                 |
| 28404      | 28500       | Vernouillet                    | 12.491                           | 12,11         | 1031             | Dreux-1 Dreux-Sud                                                                                   | Dreux            | Agglo du Pays de Dreux             |
| 28405      | 28500       | Vert-en-Drouais                | 1119                             | 9,7           | 115              | Dreux-1 Dreux-Ouest                                                                                 | Dreux            | Agglo du Pays de Dreux             |
| 28407      | 28480       | Vichères                       | 288                              | 12,27         | 23               | Nogent-le-Rotrou                                                                                    | Nogent-le-Rotrou | Perche                             |
| 28408      | 28700       | Vierville                      | 110                              | 6,81          | 16               | Auneau                                                                                              | Chartres         | Portes Euréliennes d’Île-de-France |
| 28409      | 28120       | Vieuvicq                       | 445                              | 15,62         | 28               | Illiers-Combray Brou                                                                                | Châteaudun       | Entre Beauce et Perche             |
| 28410      | 28200       | Villampuy                      | 298                              | 16,71         | 18               | Châteaudun                                                                                          | Châteaudun       | Grand Châteaudun                   |
| 28411      | 28150       | Villars                        | 180                              | 8,34          | 22               | Les Villages Vovéens                                                                                | Chartres         | Cœur de Beauce                     |
| 28414      | 28190       | Villebon                       | 56                               | 2,16          | 26               | Illiers-Combray Courville-sur-Eure                                                                  | Chartres         | Entre Beauce et Perche             |
| 28330      | 28200       | Villemaury                     | 1300                             | 76,45         | 17               | Châteaudun                                                                                          | Châteaudun       | Grand Châteaudun                   |
| 28415      | 28210       | Villemeux-sur-Eure             | 1808                             | 18,59         | 97               | Dreux-2 Nogent-le-Roi                                                                               | Dreux            | Agglo du Pays de Dreux             |
| 28417      | 28130       | Villiers-le-Morhier            | 1359                             | 10,39         | 131              | Épernon Nogent-le-Roi                                                                               | Dreux            | Portes Euréliennes d’Île-de-France |
| 28418      | 28800       | Villiers-Saint-Orien           | 162                              | 15,11         | 11               | Châteaudun Bonneval                                                                                 | Châteaudun       | Bonnevalais                        |
| 28419      | 28360       | Vitray-en-Beauce               | 353                              | 10,92         | 32               | Les Villages Vovéens Bonneval                                                                       | Châteaudun       | Chartres Métropole                 |
| 28421      | 28700       | Voise                          | 251                              | 10,39         | 24               | Auneau                                                                                              | Chartres         | Chartres Métropole                 |
| 28423      | 28130       | Yermenonville                  | 624                              | 5,04          | 124              | Auneau Maintenon                                                                                    | Chartres         | Portes Euréliennes d’Île-de-France |
| 28424      | 28160       | Yèvres                         | 1673                             | 41,75         | 40               | Brou                                                                                                | Châteaudun       | Grand Châteaudun                   |
| 28425      | 28320       | Ymeray                         | 574                              | 6,85          | 84               | Auneau Maintenon                                                                                    | Chartres         | Portes Euréliennes d’Île-de-France |
| 28426      | 28150       | Ymonville                      | 481                              | 20,69         | 23               | Les Villages Vovéens                                                                                | Chartres         | Cœur de Beauce                     |

## Veränderungen im Gemeindebestand seit 2015

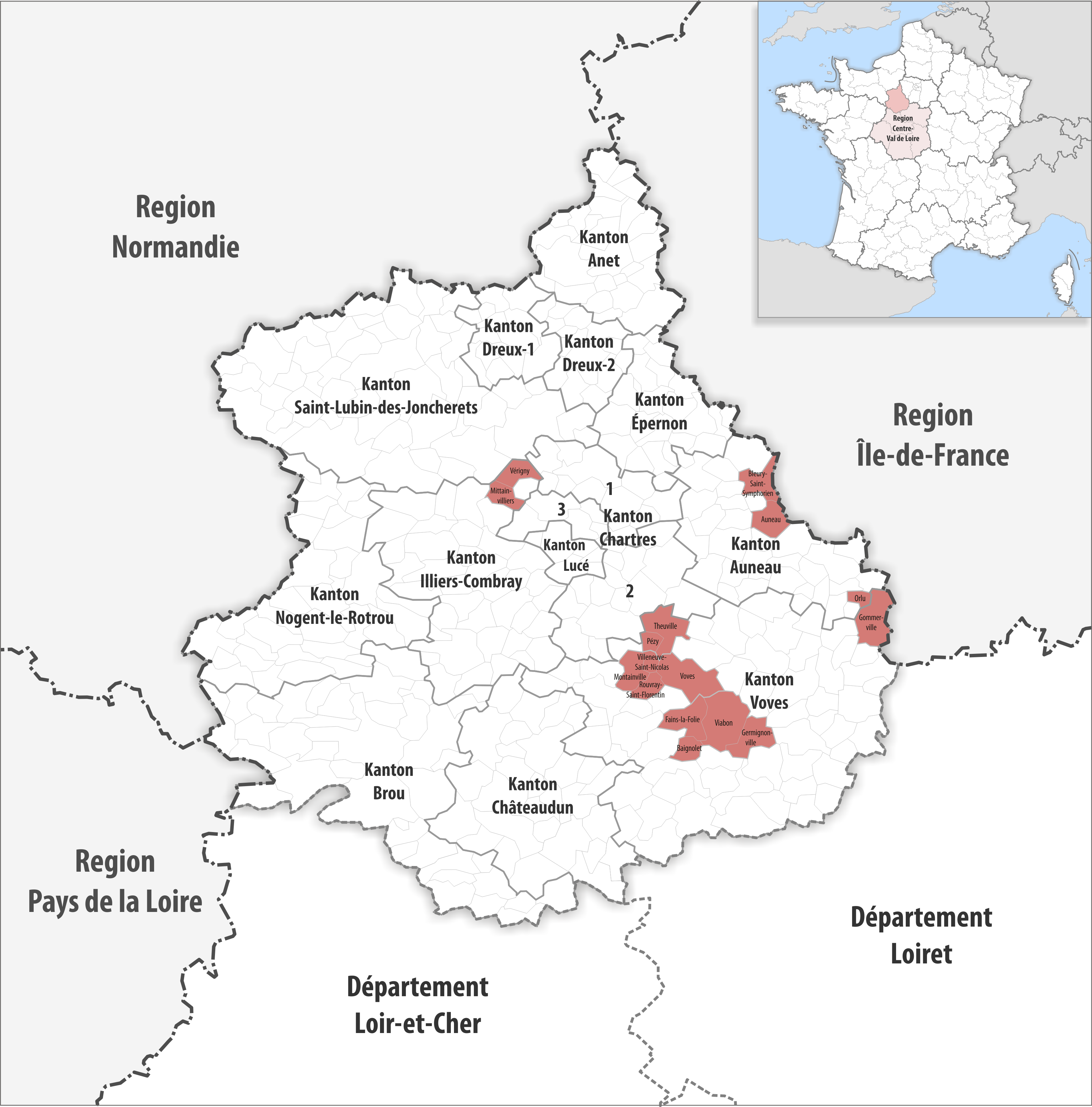
Gemeinden bis 2015
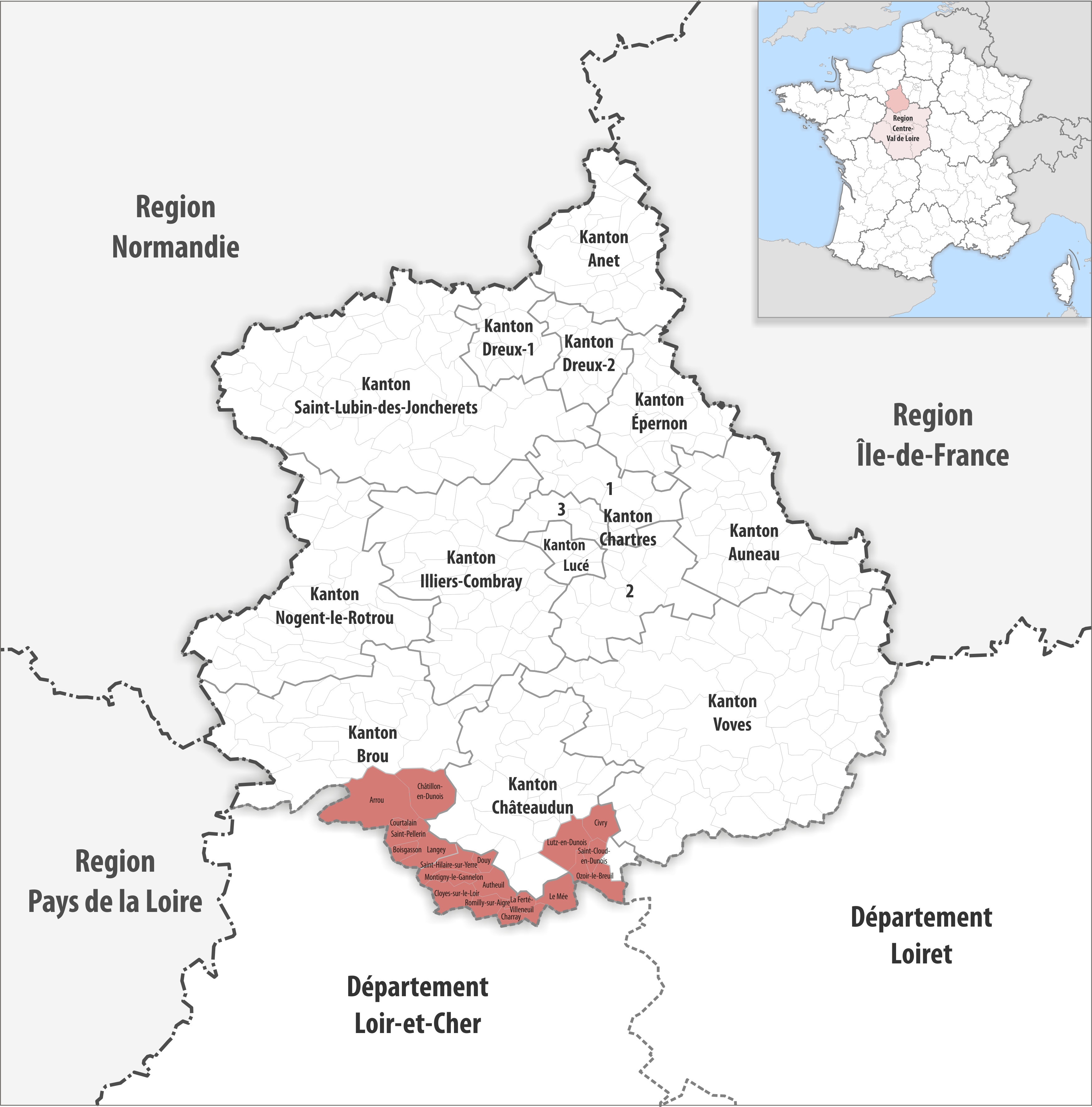
Gemeinden bis 2016
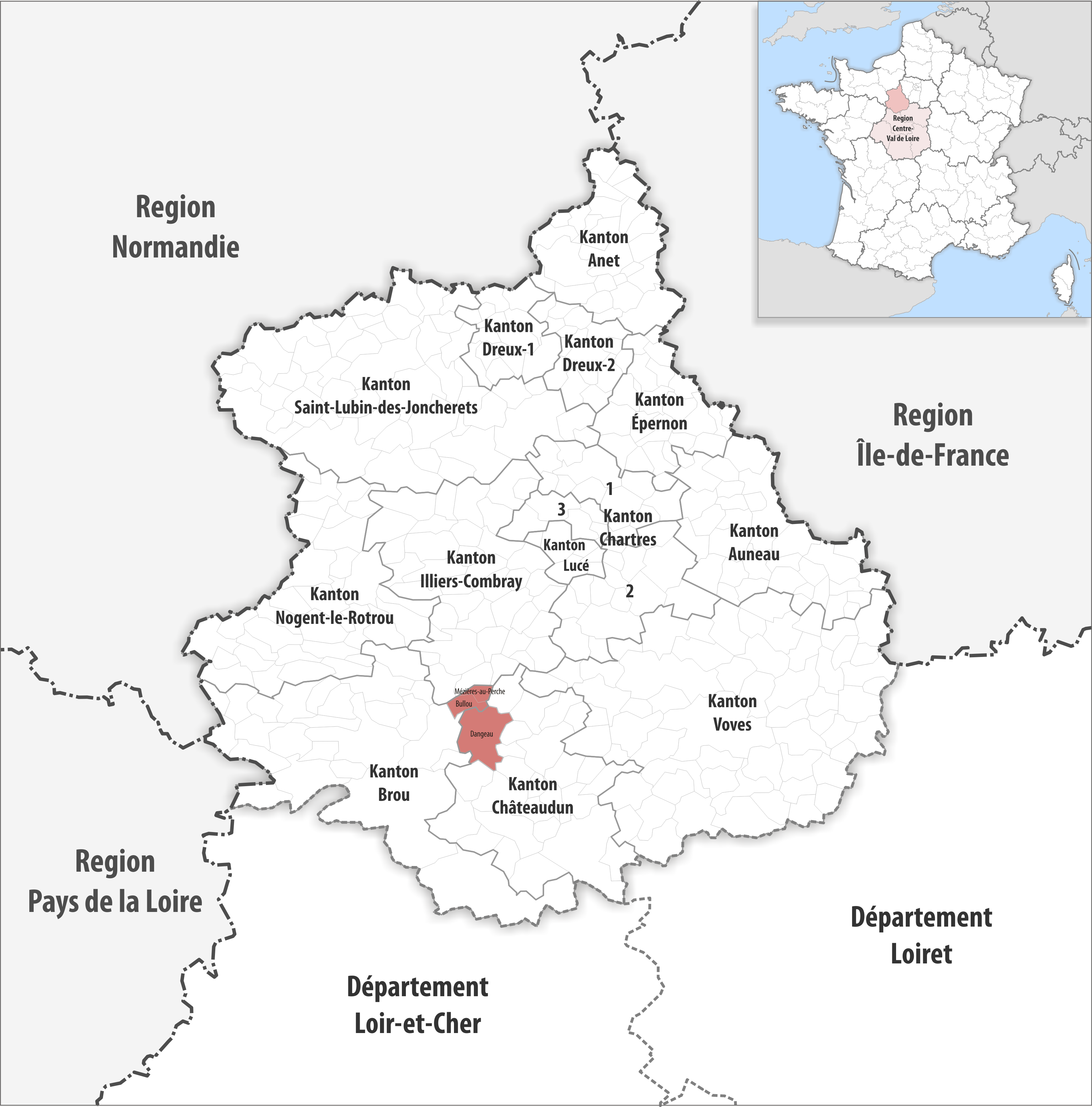
Gemeinden bis 2017
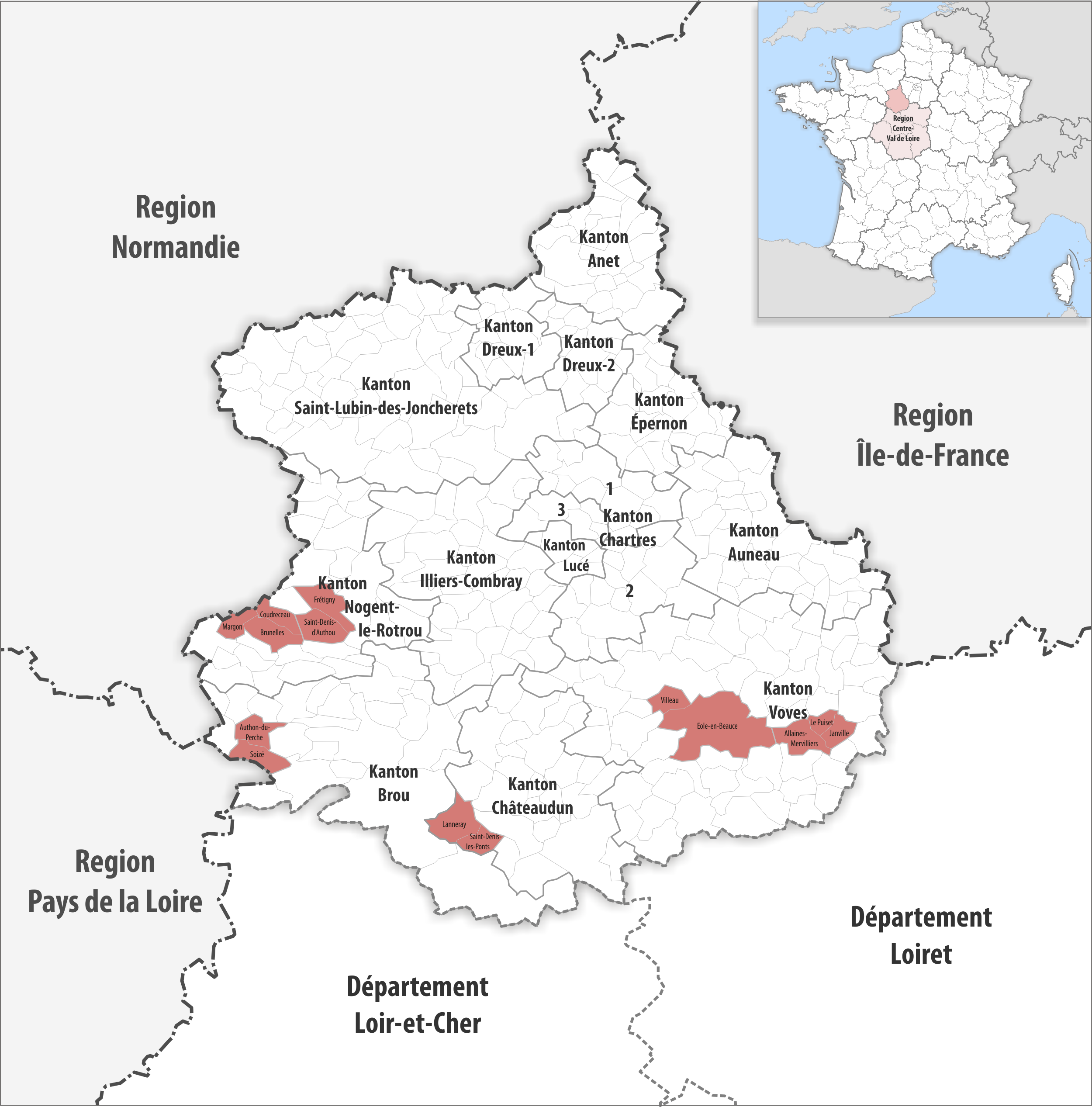
Gemeinden bis 2018
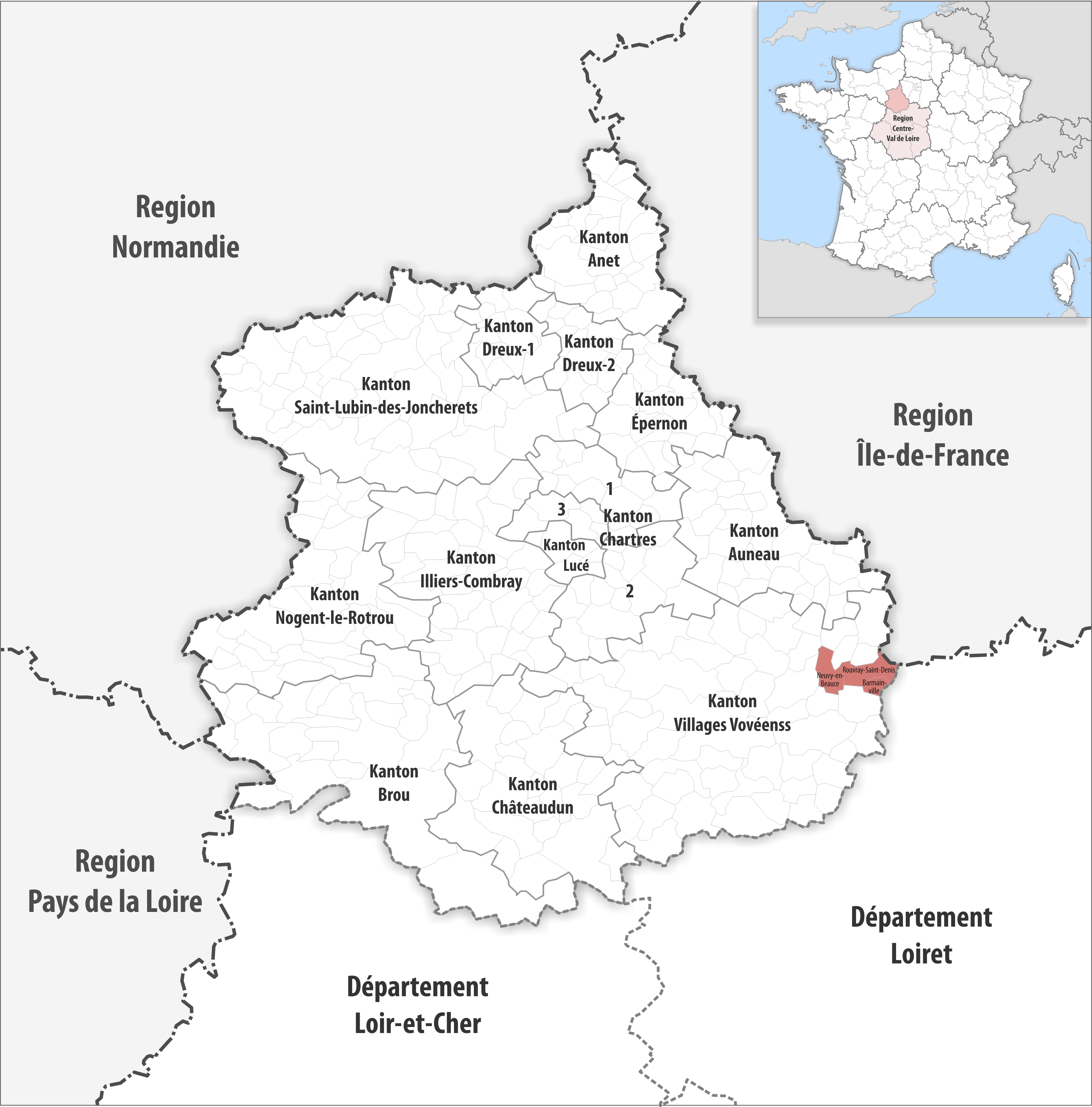
Gemeinden bis 2024

2025:
- Fusion Barmainville, Neuvy-en-Beauce und Rouvray-Saint-Denis → Neuville Saint Denis

2019:
- Fusion Margon, Brunelles und Coudreceau → Arcisses
- Fusion Authon-du-Perche und Soizé → Authon-du-Perche
- Fusion Eole-en-Beauce und Villeau → Éole-en-Beauce
- Fusion Janville, Allaines-Mervilliers und Le Puiset → Janville-en-Beauce
- Fusion Saint-Denis-les-Ponts und Lanneray → Saint-Denis-Lanneray
- Fusion Saint-Denis-d’Authou und Frétigny → Saintigny

2018:
- Fusion Bullou, Dangeau (Dangeau) und Mézières-au-Perche → Dangeau

2017:
- Fusion Autheuil, Charray, Cloyes-sur-le-Loir, Douy, La Ferté-Villeneuil, Le Mée, Montigny-le-Gannelon, Romilly-sur-Aigre und Saint-Hilaire-sur-Yerre → Cloyes-les-Trois-Rivières
- Fusion Arrou, Boisgasson, Châtillon-en-Dunois, Courtalain, Langey und Saint-Pellerin → Commune nouvelle d’Arrou
- Fusion Civry, Lutz-en-Dunois, Ozoir-le-Breuil, und Saint-Cloud-en-Dunois → Villemaury

2016: 
- Fusion Auneau und Bleury-Saint-Symphorien → Auneau-Bleury-Saint-Symphorien
- Fusion Baignolet, Fains-la-Folie, Germignonville und Viabon → Eole-en-Beauce
- Fusion Gommerville und Orlu → Gommerville
- Fusion Montainville, Rouvray-Saint-Florentin, Villeneuve-Saint-Nicolas und Voves → Les Villages Vovéens
- Fusion Mittainvilliers und Vérigny → Mittainvilliers-Vérigny
- Fusion Pézy und Theuville → Theuville